# Alicebourg
Het kasteel Alicebourg is een verdwenen kasteel in de Belgische plaats Lanaken. Het was omringd door een Engelse tuin, en werd vernield door het Duitse leger in de Eerste Wereldoorlog.

## Geschiedenis

### Kasteel Alicebourg
In het kasteel van Alicebourg resideerde de familie Breuls-de Heusch. Ze gaven de opdracht om het kasteel te omringen met een Engelse tuin. Een bron vermeldt dat  Henri-Guillaume Breuls (° Maastricht 14 oktober 1808), doctor in de rechten, burgemeester van Gellik en provincieraadslid van Belgisch Limburg stierf op het kasteel Alicebourg op 10 juli 1882.
Het Duitse leger ging in 1914 driest te keer in Lanaken. De toenmalige burgemeerster Edgard de Caritat de Peruzzis organiseerde bij de inval van de Duitsers een ware guerrilla tegen hen. In oktober 1914 hielden de Duitsers daarom een strafexpeditie in Lanaken, waarbij een groot aantal huizen werden vernield evenals de kastelen van de Caritat de Peruzzis en van Alicebourg: ze werden gedynamiteerd en met de grond gelijk gemaakt.

### Herenhuis Alicebourg
Tijdens het interbellum is een nieuw herenhuis opgetrokken door de familie Breuls.

### Scholencampus LINC PARC
Het gebouw werd in 1958 aangekocht door de Belgische staat om er de eerste Rijkslagere school in onder te brengen. Een gedeelte van de Engelse tuin heeft nog jarenlang gediend als voetbalplein. Later is er het Cultureel Centrum opgetrokken en heeft men de plek de naam 'Aan de Engelse hof' gegeven. Ook de tennishal kreeg er een plek en zo is de voormalige kasteeltuin gaandeweg aangeplant met onderwijs van de scholencampus LINC PARC , sport en cultuur.

## Galerij

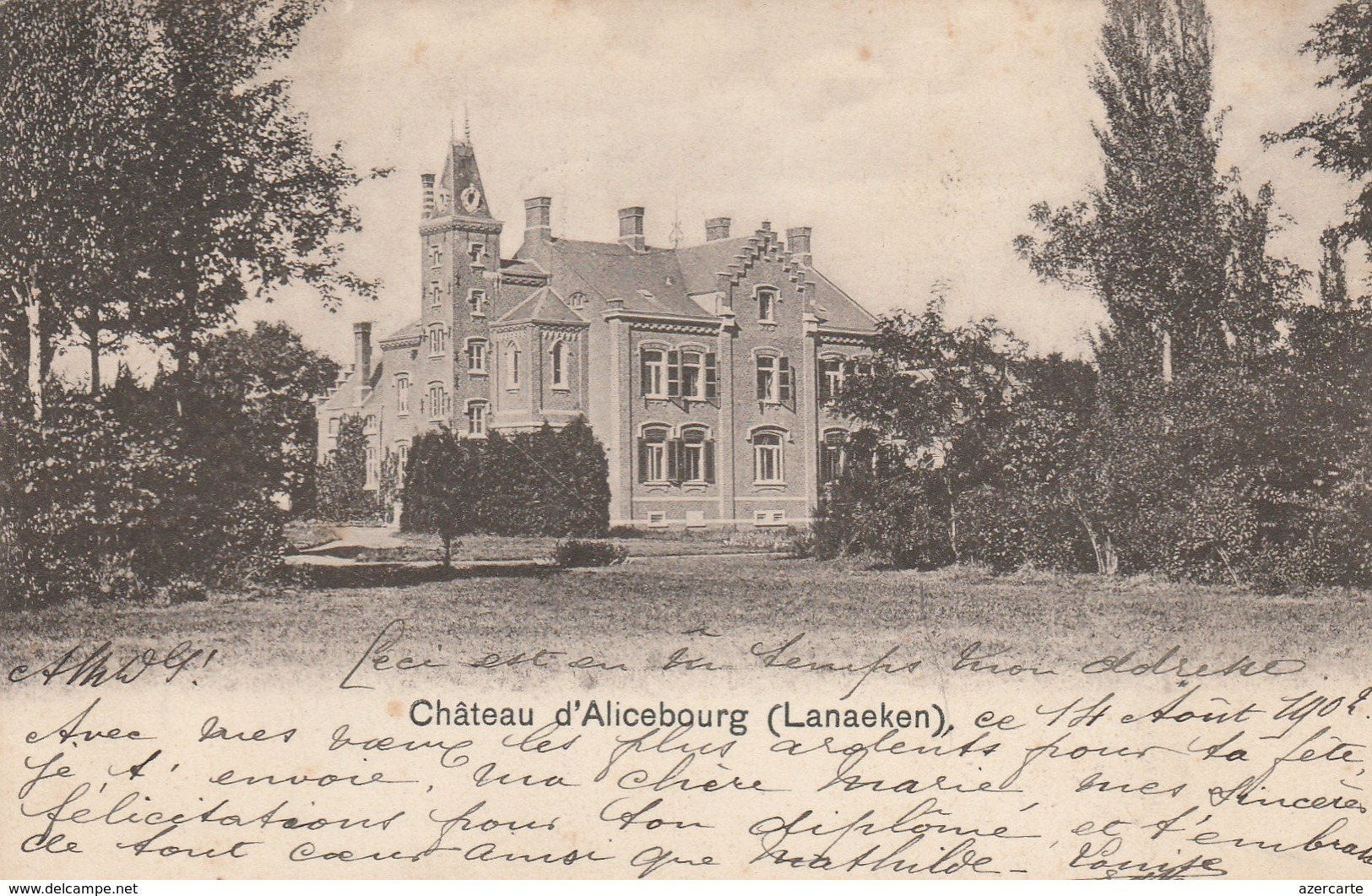
Voormalig kasteel Alicebourg in Lanaken (c.1902)
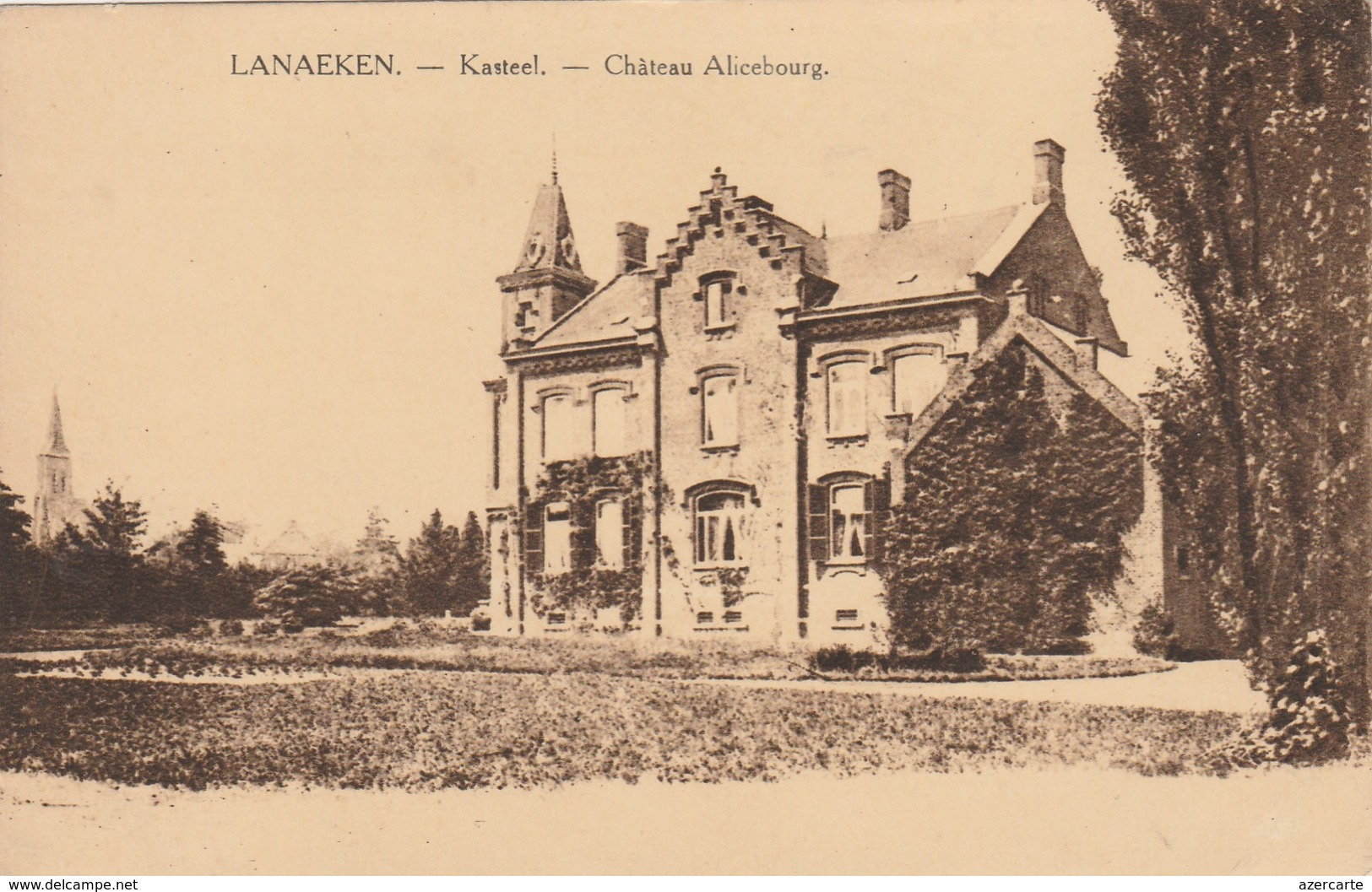
Voormalig kasteel Alicebourg in Lanaken tot oktober 1914
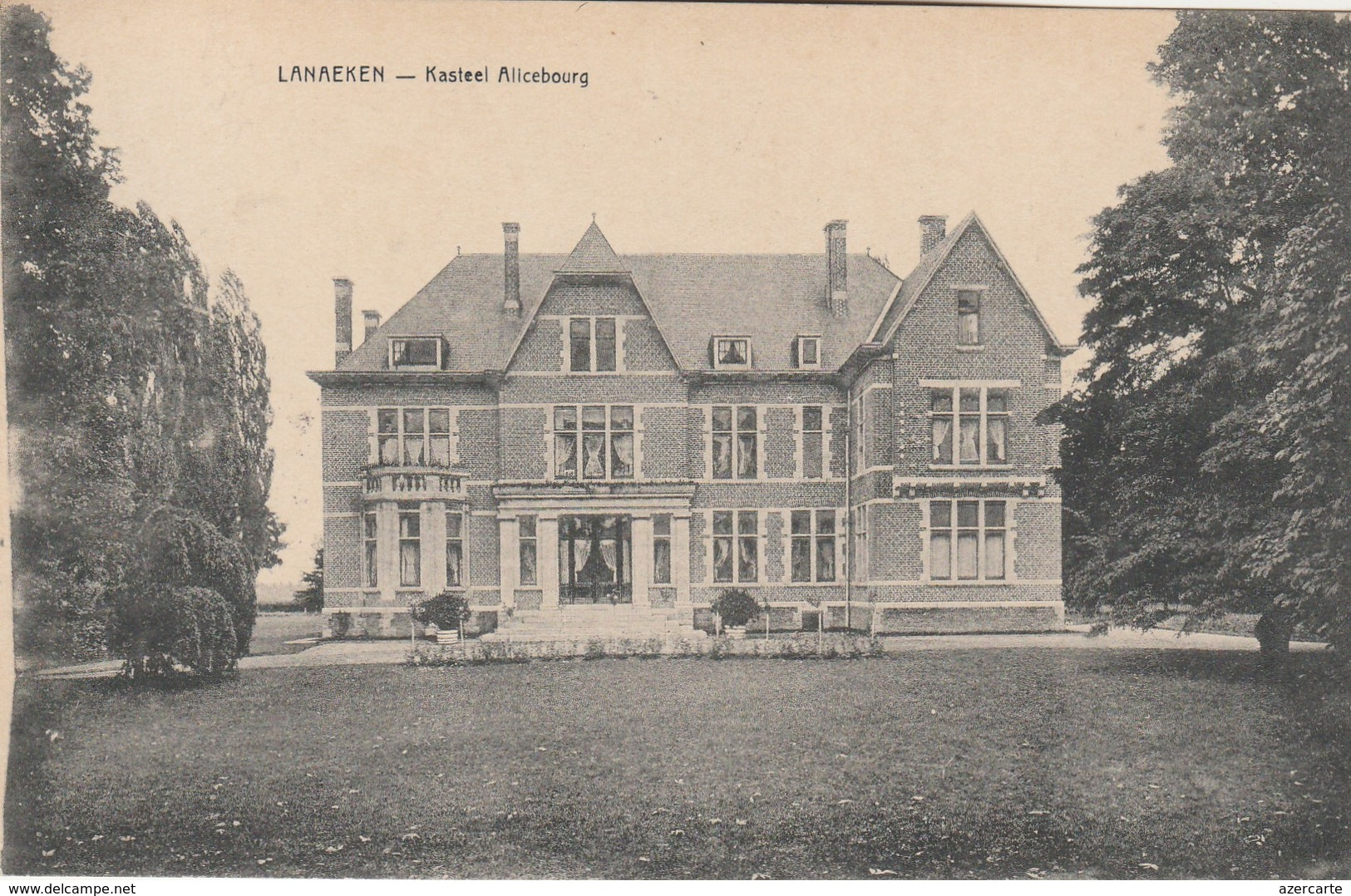
Het herenhuis Alicebourg, gebouwd tijdens het interbellum